# Bit Managers
Bit Managers, initialement New Frontier, était une entreprise développeuse de jeux vidéo fondée en 1988, localisée à Barcelone (Espagne).
La société Bit Managers a publié 1 jeu et développé 12 jeux. Elle a programmé des jeux pour ZX Spectrum, Amstrad et MSX. Cependant, la spécialité de l'entreprise était la conversion de jeux entre les consoles.

## Histoire

### Création
En 1988, Alberto Jose Gonzàlez, Angel Badia et José Vila fondent l'entreprise New Frontier. Elle emploie au total deux programmeurs et deux artistes graphistes et travaille surtout sur des projets de jeux 8 bits pour ordinateur. 
Son premier jeu est Hostages, créé pour la société Infogrames en 1988.
En 1992, la société change de nom pour devenir Bit Managers, en raison de son virage vers du développement pour Game Boy. Elle développe pour la société Infogrames des jeux fondés sur des personnages de BD comme Astérix, Spirou, Tintin au Tibet, Tintin : Le Temple du Soleil ou les Schtroumpfs.
En 1997, Bit Managers est choisie par Acclaim Entertainment pour développer les jeux de la série des Turok sur Game Boy. En 1998, année de lancement de la Game Boy Color, Bit Managers a été le premier développeur tiers sélectionné pour terminer deux titres de Game Boy Color : Turok 2 et Titi et Grosminet : Déjeuner en cavale. 

### Rachat
La société est achetée par Gaelco. Elle sort la version PlayStation du jeu d'arcade Radikal Bikers (en).

### Années 2000
En 2001, les anciens actionnaires de Bit Managers rachètent l'entreprise et continuent leurs relations avec Infogrames en développant plusieurs jeux sur la console Game Boy Advance.
En 2005, la société espagnole Virtual Toys rachète Bit Managers. Bit Managers est actuellement connue comme Virtual Toys Barcelone.

## Jeux

### Jeux publiés
- Hugo 2, en 1997 (Game Boy) (Personnage TV)

### Jeux développés
(septembre 2016).
Améliorez-le ou discutez des points à vérifier. 
- Operation Jupiter (Hostages) en 1990 (multi-plateformes) ;
- The Light Corridor pour MSX en 1991 ;
- Pop Up pour Game Boy en 1991 ;
- Bomb Jack pour Game Boy en 1992 (portage d'un jeu d'arcade) ;
- Astérix sur Game Boy et NES en 1993 ;
- Metal masters sur Game Boy en 1993 ;
- Les Schtroumpfs Smurfs sur Game Boy, NES, Master System et Game Gear en 1994 ;
- Astérix et Obélix sur Game Boy en 1995 et sur Game Boy Color en 1999 ;
- Spirou sur Game Boy en 1996 ;
- Tintin au Tibet sur Game Boy en 1996 et sur Game Boy Color en 2001 (Personnages de BD, jeu d'aventure) ;
- Tintin : Le Temple du Soleil sur Game Boy en 1997 et sur Game Boy Color en 2000 ;
- Turok sur Game Boy en 1997 (jeu d'action) ;
- Sea Battle sur Game Boy et Game Boy Color en 1998 (jeu de table) ;
- Ottos Ottifanten: Baby Brunos Alptraum sur Game Boy et Game Boy Color en 1998 ;
- Titi et Grosminet : Déjeuner en cavale sur Game Boy et Game Boy Color en 1998 (jeu d'aventure) ;
- Turok 2: Seeds of Evil pour Game Boy Color en 1998 ;
- Warner Bros. 1998 2000 GB/GBC (Personnages de BD)
- Die Maus sur Game Boy en 1998 et sur Game Boy Color en 1999 (Personnages TV)
- Hugo 2½, version Game Boy Color de Hugo 2, en 1999
- Turok: Rage Wars pour Game Boy Color en 1999
- Ronaldo V-Football sur Game Boy et Game Boy Color en 2000 (jeu de sport)
- Radikal Bikers en 2000 pour Playstation (jeu de course, portage d'un jeu d'arcade)
- Baby Felix Halloween pour Game Boy Color en 2001
- Droopy's Tennis Open pour Game Boy Advance en 2002
- Astérix et Obélix : Paf ! Par Toutatis ! (Bash'em All!) pour Game Boy Advance en 2002
- La Revanche des Schtroumpfs pour Game Boy Advance en 2002
- Shin chan (Personnages TV)
- Bang (jeu de tir) développé pour Gaelco [4].
- Spaceball: Revolution (puzzle game)[5].